# Воєйков Олександр Іванович
Воє́йков Олекса́ндр Іва́нович (8 [20] травня 1842, Москва — 27 січня [9 лютого] 1916, Петроград) — російський метеоролог, кліматолог і географ, основоположник сільськогосподарської метеорології, активний пропагандист вегетаріанства, племінник Олександра Федоровича Воєйкова.

## Біографія і наукова діяльність
Замолоду (1856–1858) багато мандрував Західною Європою та Азійською Туреччиною, був у Сирії й Палестині.
У 1860 році вступив на фізико-математичний факультет Санкт-Петербурзького університету, але наступного року поїхав за кордон, де слухав курси в Берлінському, Гейдельберзькому та Геттінгенському університетах; в останньому удостоєний ступеня доктора філософії (1865).
З 19 січня 1866 року — член Імператорського російського географічного товариства; за дорученням товариства у 1869–1870 роках ознайомлювався з метеорологічними станціями Відня, Мілана, Парижа, Брюсселя й Лондона. В 1868 і 1870 роках досліджував східний Кавказ (Дагестан, Баку й Ленкорань). Воєйков був секретарем метеорологічної комісії товариства, обробляв спостереження дощової та грозової мережі цієї комісії за 1871 рік.
У 1872 році об'їздив Галичину, Буковину, Румунію, Угорщину і Трансильванію, де, крім іншого, вивчав чорноземи.
У лютому 1873 року Воєйков відвідав Нью-Йорк і до жовтня здійснив велику поїздку Сполученими Штатами і Канадою (С.-Луї, Новий Орлеан, через Техас, Колорадо, Міннесоту і озерні території до Квебеку). У Вашингтоні Воєйков до весни наступного року за пропозицією секретаря Смітсонівського інституту доповнив велике видання інституту «Winds of the Globe» і написав текст.
Наступного року Воєйков здійснив подорож по Юкатану, Мексиці й Південній Америці, відвідав Ліму, оз. Тітікака, Чилі, Ріо-де-Жанейро. Повернувшись у Нью-Йорк, закінчив свою роботу для книги «Winds of the Globe» (1875) і далі, після короткого повернення у Росію, здійснив нову подорож по Індостану, острову Ява і Японії. У подальші роки він обробляв матеріали своїх мандрів і працював над своїми метеорологічними працями.
У 1882 році Воєйков став приват-доцентом Санкт-Петербурзького університету на кафедрі фізичної географії, в 1885 році призначений екстраординарним, у 1887 — ординарним професором цієї кафедри. З 1883 року — голова метеорологічної комісії Російського географічного товариства; був обраний почесним членом багатьох інших наукових товариств різних країн.
У 1910-ті роки жив за адресою: Санкт-Петербург, вулиця Звіринська, буд. № 4.

## Вшанування
- На його честь названо селище Воєйково у Всеволожському районі Ленінградської області, де на центральній площі встановлено його бюст (скульптор М. К. Анікушин).
- У 1949 р. Головній геофізичній обсерваторії з нагоди її 100-річчя було присвоєне ім'я О. І. Воєйкова.

## Праці
- стаття у книзі проф. Coffin'a «The Winds of the Globe» (Вашингтон, 1876);
- «Клімати земної кулі» (СПб., 1884, також нім., Єна, 1887);
- «Розподіл опадів у Росії» («Записки Імператорського російського географічного товариства», т. VI);
- «Сніговий покрив, його вплив на ґрунт, клімат і погоду» (т. же, т. XVIII);
- «Наші ріки» (2 ст., «Русская мысль» 1877–1878);
- «Подорож по Японії» («Відомості Імператорського російського географічного товариства», 1S77);
- «Клімат області мусонів Східної Азії» (т. же, 1879);
- «Нові дані про добову амплітуду температури» («Від. Тов. любит. природозн.», т. XXXXI, 18 8 1);
- «Кліматичні умови льодовикових явищ» («Зап. Мінер. тов.», 1881);
- "Вплив топографічних умов на середні температури зими, особливо при антициклонах («Ж. Рос. фіз.-хім. тов.», 1882);
- «Про деякі умови розподілу тепла в океанах і їх відношення до термостатики земної кулі» («Відомості Імператорського російського географічного товариства», 1883);
- «Способи впливу людини на природу» («Русское обозрение» 1892, кн. IV);
- «Клімат і народне господарство» (у Збірнику «Помощь голодающим», вид. редакції «Русск. вед.», М., 1892).

- «Die atmospherische circulation» («Ergänzungsheft Petermanns Mitteilungen», 38);
- «Klima von Ost-Asien» (перша робота, що доводить поширення області азійських мусонів до Охотського моря і Забайкалля; в «Zeitschift. d. Oester. Ges. f. Meteor.», 1870);
- «Die Wald— u. Regenzonen d. Kaukasus» (там же 241, 1871);
- «Zur Temperatur von Ostsibirien» (перша вказівка на нижчу температуру зими в долинах Східного Сибіру порівняно з горами як нормальне явище, там же, 1871);
- «Die Passate, die tropischen Regen und die subtropische Zone» (там же, 1872);
- «Klimat von Inner-Asien» (там же, 1877);
- «Die Vertheilung der Wärme in Ost-Asien» (там же, 1878);
- «Grö sse der täglichen Wärmeschwankung, abhängig von Localverhältnissen» (там же, 1883);
- «R egenverhältnisse des malayischen Archipels» (там же, 1885);
- «Temperaturä nderung mit der Hohe in Bergländern und in der freien atmosphäre» («Meteorolog. Zeitschr.», 1885);
- «Klimatol. Zeit— und Streitfragen» (там же, 1888).

Повний список робіт Воєйкова нараховує до 200 назв; чимало з них друкувалися у періодичних виданнях:
- «Известия Общества любителей естествознания»;
- «Записки Императорского русского географического общества»;
- «Известия Императорского русского географического общества»,
- «Записки Минерал. общества»,
- «Метеоролог. Вестнике, издаваемом Императорским русским географическим обществом» (1891),
- «Журнал Русск. физико-хим. общества»,
- журн. «Сельское хозяйство и лесоводство»,
- «Журнал Министерства народного просвещения»,
- «Труды VIII съезда русск. естествоиспытателей»,
- «Журналах Харьковсковского сельскохозяйств. общества» (за 1891),
- збірка «Речи и протоколы VI съезда русских естествоиспытателей и врачей» (СПб., 1880),
- «Энциклопедический словарь» (вид. Брокгауза-Ефрона, 1890), у якому Воєйков з 1891 р. редагував відділ географії,
- «Русская мысль»,
- «Русское обозрение»,
- журнали
  - «Meteorologische Zeitschrift»,
  - «Z-t d. Ges. f. Erdkunde»,
  - «Z-t, f. wiss. Geogr.»,
  - «Geograph. Magaz.»,
  - «Bulletin de la Société de géographie»,
  - «Annales de géographie»,
  - «Nature» (Лондон),
  - «Science»,
  - «Philosophical Magazine»,
  - «Monthly Weather Review»,
  - «Archives des sciences physiques et naturelles»,
  - «Americ. Meteor. journ.»,
  - «Quarterly Journal of the Royal Meteorological Society» (Лондон).